# Miss Rússia
Miss Rússia é o concurso de beleza nacional feminino da Rússia. Além da vencedora, que representa o país no Miss Universo e no Miss Mundo, ele elege também as representantes russas no Miss Beleza Internacional, Miss Supranational e Miss Grand International.

O concurso existe desde 1992 e antes disso o país disputava os concursos internacionais como URSS ou União Soviética. Desde 2007 a vencedora representa o país no Miss Universo e no Miss Mundo; quando ela não pode participar, a segunda ou a terceira colocadas são enviadas em seu lugar. Isso aconteceu por exemplo, em 2008, com as candidatas do concurso de 2007. A terceira colocada Vera Krasova representou a Rússia no Miss Universo 2008 porque a segunda colocada era menor de idade e a vencedora, Ksenia Sukhinova, venceu antes o Miss Mundo. A qualidade das misses russas daquela edição era tal, que a vencedora ganhou o Miss Mundo e a terceira colocada foi 4º lugar no Miss Universo e todo o Top 5, à exceção dela, era de latinas.

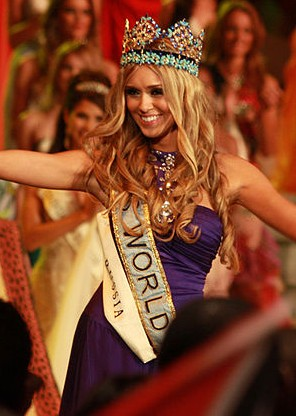
Ksenia Sukhinova, Miss Rússia 2007 e Miss Mundo 2008.

A Rússia já conquistou um título de Miss Universo, em  2002, com Oxana Fedorova, mas ela foi destronada a meio do reinado por não cumprimento de agenda de compromissos, segundo a Miss Universe Organization, e desde então nao é mais assim considerada oficialmente pela organização do evento. Venceu também dois títulos de Miss Mundo, em 1992 com Julia Kourotchkina e 2008, com Ksenia Sukhinova.

## Vencedoras
| Ano  | Miss Rússia                                                                      | Cidade                                                      | No Miss Universo                                                                         |
| 1992 | Julia Kourotchkina                                                               | Moscou                                                      | Não disputou (Foi para o Miss Mundo e venceu)                                            |
| 1993 | Anna Baitchik                                                                    | São Petersburgo                                             |                                                                                          |
| 1994 | não houve                                                                        |                                                             |                                                                                          |
| 1995 | Yulia Alekseevá                                                                  | Oblast de Kaluga                                            |                                                                                          |
| 1996 | Ilmira Shamsutdinová                                                             | Saratov                                                     | Finalista (Top 6)                                                                        |
| 1997 | Anna Baychik                                                                     | São Petersburgo                                             |                                                                                          |
| 1998 | Anna Malová                                                                      | Yaroslavl                                                   | Semifinalista (Top 10)                                                                   |
| 1999 | Alexandra Petrová †                                                              | Cheboksary                                                  |                                                                                          |
| 2000 | Svetlana Gorevá                                                                  | Tula                                                        |                                                                                          |
| 2001 | Oksana Kalandyrets                                                               | Saint Petersburg                                            | Semifinalista (Top 10)                                                                   |
| 2002 | Oxana Fedorova                                                                   | São Petersburgo                                             | Venceu mas foi destronada                                                                |
| 2003 | Olesya Bondarenko                                                                | Khabarovsk                                                  |                                                                                          |
| 2004 | Ksenia Kustová                                                                   | Tartaristão                                                 |                                                                                          |
| 2005 | Natalia Nikolaevá                                                                | Rostov do Don                                               |                                                                                          |
| 2006 | Anna Litvinová †                                                                 | Kemerovo                                                    | Semifinalista (Top 20)                                                                   |
| 2007 | Ksenia Sukhinova                                                                 | Tyumen                                                      | Não Disputou (Foi para o Miss Mundo 2008 e venceu)                                       |
| 2008 | Não houve                                                                        | -                                                           | -                                                                                        |
| 2009 | Sofia Rudievá                                                                    | São Petersburgo                                             |                                                                                          |
| 2010 | Irina Antonenko (Para o Miss Universo) Irina Sharipova (Para o Miss Mundo)       | Yekaterinburg: Irina Antonenko Tartaristão: Irina Sharipova | Miss Universo: (Top 15) Miss Mundo: (Top 25)                                             |
| 2011 | Natalia Gantimurova                                                              | Moscou                                                      |                                                                                          |
| 2012 | Yelizaveta Golovanova                                                            | Smolenskaya Oblast                                          | Semifinalista (Top 10)                                                                   |
| 2013 | Elmira Abdrazakova                                                               | Mezhdurechensk                                              |                                                                                          |
| 2014 | Yulia Alipova                                                                    | Balakovo                                                    |                                                                                          |
| 2015 | Sofia Nikitchuk (Para o Miss Mundo) Vladislava Evtushenko (Para o Miss Universo) | Yekaterinburg: Sofia Nikitchuk Chita: Vladislava Evtushenko | Miss Mundo 2015 (2° lugar) Miss Universo 2015 (Não obteve classificação)                 |
| 2016 | Yana Dobrovolskaya (Para o Miss Mundo) Yuliana Korolkova (Para o Miss Universo)  | Tyumen: Yana Dobrovolskaya Oremburgo: Yuliana Korolkova     | Miss Mundo 2016 (Não obteve classificação) Miss Universo 2016 (Não obteve classificação) |
| 2017 | Polina Popova (Para o Miss Mundo) Ksenia Alexandrova (Para o Miss Universo)      | Sverdlovsk: Polina Popova Moscou: Ksenia Alexandrova        | Miss Mundo 2017 (Top 10) Miss Universo 2017 (Não obteve classificação)                   |
| 2018 | Yulia Polyachikhina (Para o Miss Universo) Natalya Stroyeva (Para o Miss Mundo)  | Chuváchia: Yulia Polyachikhina Iacútia: Natalya Stroyeva    | Miss Universo 2018 (Não obteve classificação) Miss Mundo 2018 (Top 30)                   |
| 2019 | Alina Sanko (Para o Miss Mundo)                                                  | Azov: Alina Sanko                                           | Miss Mundo 2019 (Top 12)                                                                 |

- Irina Sharipova foi 2º colocada no Miss Rússia 2010 e representou a Rússia no Miss Mundo, onde se classificou no Top 25 da competição.[7]

- Oficialmente, Vladislava Evtushenko foi 2º colocada no Miss Rússia 2015, mais pelo conflito de datas entre o Miss Universo e o Miss Mundo, a organização russa optou por enviar Sofia Nikitchuk (Vencedora) para o Miss Mundo 2015 e Vladislava Evtushenko (2º colocada) para o Miss Universo 2015.[8]
- Em 2016, a organização russa optou por enviar a vencedora Yana Dobrovolskaya para o Miss Mundo e a 2ª colocada, Yuliana Korolkova para o Miss Universo.
- Em 2017, a organização russa optou por enviar a vencedora Polina Popova para o Miss Mundo e a 2ª colocada, Ksenia Alexandrova para o Miss Universo.
- Em 2018, a organização russa optou por enviar a vencedora Yulia Polyachikhina para o Miss Universo e a 3ª colocada, Natalya Stroyeva para o Miss Mundo.